# Esperanto (revista)

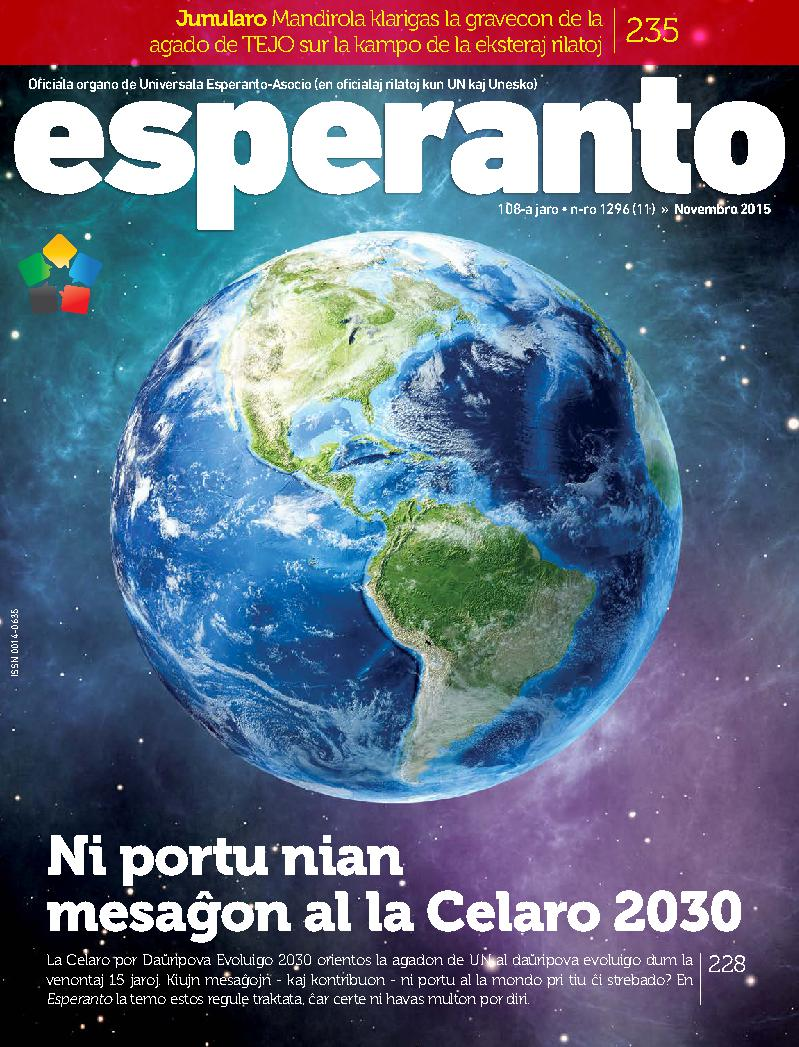
Esperanto, Primera página, enero de 2015.

La revista Esperanto es la principal publicación del movimiento esperantista y es el órgano oficial de la Asociación universal de Esperanto. La revista es publicada desde 1905, con interrupciones entre 1914/15, 1941/42 y 1946/47. El redactor desde 2004 es Stano Marček.

## Historia
La revista fue fundada en junio de 1905 por el esperantista francés Paul Berthelot. Luego de dos años de peleas. La revista fue traspasada a Héctor Hodler, el cual fue el poseedor y redactor de estas hasta 1920, año en que murió. En ese entonces y hasta 1910 la revista apareció en un formato de 48x34 cm, desde 1911 el formato cambio a 32x23 cm. Desde la fundación hasta el año 1914 la revista apareció dos veces al mes con un regularidad matemática. La interrupción en 1914 se debió al estallido de la Primera Guerra Mundial, después de unos meses sin aparecer, la edición se reanudó en 1915. Tras la muerte de Hodler la posesión de la revista fue dada a la UEA junto a una suma de dinero para cubrir posibles gastos. El nuevo redactor fue el famoso esperantista Edmond Privat, el cual duro en el cargo hasta el congreso universal de Esperanto de Estocolmo en 1934, Robert Kreuz tomo entonces el cargo de redactor.
De 1936 hasta 1947, la principal asociación de Esperanto era la Internacia Esperanto-Ligo (Liga internacional de Esperanto). Durante aquella época, la Ĝeneva UEA (UEA de Ginebra) publicó una revista con el nombre "Esperanto", sin embargo esta revista estuvo detenido durante gran parte de la Segunda Guerra Mundial, después de abril de 1941 solo publicó de julio a septiembre de ese mismo año, y de enero-marzo y abril-junio de 1942. Luego de la guerra, las dos publicaciones mensuales se reanudaron en enero con el número de enero-febrero. El último número editado por la Ĝeneva UEA fue el número de noviembre-diciembre de 1946.
Desde mayo de 1947 se publicó otra vez la revista Esperanto, esta vez como el órgano principal del movimiento esperantista. Desde su primera publicación, la revista se ha hecho poco a poco más grande hasta alcanzar el formato A4. Desde 1962 hasta 2002 la redacción de la revista estuvo a cargo de la oficina central de la UEA.

## Perfil
Al principio, la revista fue tanto un foro como un medio para anunciar cosas del movimiento esperantista, además de también servir como reportaje político y social del mundo entero. Los temas políticos fueron temas recurrentes en las redacciones de Hodler y de Privat, sin embargo, estos temas creaban problemas en las revistas, pues muchos de los suscritos a ellas tenían diferentes opiniones acerca de los temas. Por ejemplo, durante el cargo de Privat, este reportó acerca de las colonias británicas en la India y criticó fuertemente el gobierno de las colonias, e hizo un llamado para que a Asociación británica de Esperanto protestara. Luego los reportes del "mundo exterior" desaparecieron, excepto las concernientes a los Congresos.
La revista de hoy en día sirve como herramienta de información y también para publicar informes de la UEA y del movimiento esperantista en general, una de las secciones más importantes y constantes en la revista es la llamada "Laste aperis" (Últimas apariciones), la cual trata acerca de los nuevos libros con relación al Esperanto. Cada marzo la revista informa sobre las estadísticas de la membresía, y en junio la revista publica un reporte de la Estraro (junta directiva) de UEA. En algunos números aparecen reportes sobre el congreso universal, de estos reportes el más importante ocurre en el número de septiembre llamado Kongresa raporto (reporte del congreso). Debido al congreso (y a las vacaciones de verano), aparece un solo número para los números de julio-agosto, por lo que en el año entero aparecen 11 números de la revista.